# New Directions
New Directions je třináctá epizoda páté série amerického televizního hudebního seriálu Glee a v celkovém pořadí stá první epizoda celého seriálu. Napsal ji a režíroval Brad Falchuk, poprvé se vysílala ve Spojených státech dne 25. března 2014 na televizním kanálu Fox a jedná se o druhou část speciální dvou-epizody, která obsahuje konec sboru. Mnoho bývalých absolventů se vrátilo a i speciální hosté Kristin Chenoweth v roli April Rhodes a Gwyneth Paltrow jako Holly Holliday.

## Obsah epizody
Epizoda začíná pohledem na Holly (Gwyneth Paltrow) a April (Kristin Chenoweth) ve sborovně. Vyruší je Sue (Jane Lynch) a řekne April, že je “trpasličí děvka" a normálně by ji dala vykázat z budovy školy, ale protože se přátelí s Holly, tak může zůstat. Když se April zeptá, jak se Sue a Holly znají, tak řeknou, že se společně hlásí do soutěže The Amazing Race jako “Tým nádherných” a flashbacková scéna ukazuje záběry z konkurzu. Holly se snaží využít svého přátelství se Sue pro záchranu sboru a zeptá se jí, jestli mohou začlenit hudbu do jiných zájmových kroužků na McKinleyově střední škole. Sue neochotně souhlasí, ale řekne jí, že má jen týden na zkoušku. Tina (Jenna Ushkowitz) prochází chodbou a přemýšlí o svých možnostech pro vysokou školu, když vidí ostatní spolužáky šťastné otevírajíc přijímací dopisy z vysokých škol. Díky jejímu komentáři se dozvíme, že byla odmítnuta z Ohio State a stále čeká na odpověď od Brown University. Tina také prozradí, že byla adoptovaná a podala přihlášku na Mitzvah University, protože doufala, že bude následovat své přátele do New Yorku. Poté Tina vchází do místnosti sboru, kde Rachel (Lea Michele), Sam (Chord Overstreet) a Artie (Kevin McHale) balí trofeje sboru, což Tinu rozesmutní. Rachel a Tina se obejmou a poté přichází do místnosti Blaine (Darren Criss) a Kurt (Chris Colfer) s úžasnými novinkami - Blaine byl přijat na NYADU. Když mu všichni gratulují, tak Sam omylem praští Tinu do hlavy jednou z trofejí, ona omdlí a zjeví se jí jedna z jejich divných představ - ona a její kamarádi se objeví v parodii seriálu Přátelé, s názvem "Chums".
Ve školním sále Kurt a Mercedes (Amber Riley) shromáždí všechny své přátele a současné členy sboru, aby zavzpomínali na staré dobré časy a pomohli jim zklidnit rivalitu mezi Rachel a Santanou (Naya Rivera). Kurt a Mercedes vystupují s písní "I Am Changing". Zdá se, že Rachel během písně přehodnocuje svůj názor a několikrát se podívá na Santanu, ale ta je tomu lhostejná. Když se poté obě dvě potkají na dívčích toaletách, tak se Rachel snaží o mírovou dohodu, přizná, že Kurtova a Mercedesina píseň ji přiměla k nostalgii a nabízí Santaně vystupování v 10 představeních ve Funny Girl. Santana to odmítá, řekne, že chce zpívat v každém představení a zanechává Rachel zděšenou.
Mezitím Holly mluví s Willem (Matthew Morrison) ohledně plánu zahrnutí hudby do dalších kroužků na McKinleyově střední škole. Will váhá, ale Holly ho ujišťuje, převleče se jako Temple Grandin a vede celou třídu, stylizovanou ve vintage oblečení, v písni "Party All the Time". Nicméně ředitelka Sue není nadšen, protože dostala mnoho rozzlobených dopisů od místních politiků, stejně jako od národní asociace autistů, čímž skončily Hollyiny hudební experimenty. Will řekne Sue, že tomu rozumí a společně s Holly opouští Suinu kancelář a řekne jí, že přijal, že se sborem je konec. Holly vyhledá Artieho na chodbě a požádá ho, aby se s ní setkal s kamerou ve sborové místnosti.
Brittany (Heather Morris) vyzdobila sborovou místnost liliemi a nabízí Santaně jednosměrný lístek na ostrov Lesbos, aby mohly jet spolu. Ale Santana váhá a bojí se, že Brittanina nabídka má více co do činění k tomu, že chce opustit MIT, než že chce, aby doopravdy byly spolu. Santana také řekne, že se nechce vzdát role záskoku hlavní role ve Funny Girl, protože je to první krok k tomu být bohatý a slavná a že nechce, aby Rachel vyhrála v jejich soutěžení. Brittany připomene Santaně, že Broadway nikdy nebyla jejím snem, takže vycouvat z role, na které ji nezáleží, by pro ní bylo výhrou. Santana si uvědomí, že Brittany má pravdu, tak ji děkuje a společně se obejmou.
Tina řekne Blainovi, Samovi a Artiemu, že byla odmítnuta na Mitzvah University, a tak nemůže jet do New Yorku, ale Sam ji řekne, že jen protože se zatím nedostala na vysokou školu, to neznamená, že nemůže jet do New Yorku. Blaine připomene Tině, že Kurt se vydal do New Yorku s absolutně žádnými plány a nakonec to pro něj dopadlo dobře, a řekne jí, aby na to myslela jako na dobrodružství. Tina je váhavá a řekne, že se s žádným plánem cítí jako “velký loser", a tak, aby ji povzbudili, Blaine, Sam a Artie zpívají akustickou verzi písně "Loser Like Me" a Tina se k nim později přidá. Poté Blaine prosí Tinu, aby šla do New Yorku a Sam s Artiem ji ujišťují, že ji tam pomohou najít to, co jí baví. Tina s radostí souhlasí.
Santana se setkává s Rachel ve školním sále, kde si Rachel prochází dialogy z Funny Girl. Santana komentuje Rachelino zavázání a přiznává, že celou dobu sála z něčeho, co bylo pro Rachel tak těžké a důležité dosáhnout, a také přizná, že je “příliš líná, aby dělala osm představení do týdne" a že představení opouští. Nicméně Santana řekne, že neopouští místo záskoku, aby udělala Rachel radost, že to dělá jen sama pro sebe. Rachel je ráda, že se zbavily této nepříjemnosti a navrhuje, že by mohly zazpívat poslední společnou píseň ve sboru a vyberou si "Be Okay".
Puck (Mark Salling) a Quinn (Dianna Agron) poté zpívají "Just Give Me a Reason" a oznámí, že se rozhodli dát svému vztahu šanci, i přes velkou vzdálenost. Quinn si je vědoma toho, že to bude těžké, ale řekne Puckovi, že bude radši, když to bude těžší s ním než lehčí s kýmkoliv jiným. Oba se políbí a sbor jim nadšeně aplauduje a Will oznámí, že právě zazpívali poslední píseň ve sborové místnosti.
Později Will přijde do své pracovny, kde najde vzkaz, aby přišel do školního sálu. Holly a sbor vytvořili video pro Willa a jeho ještě nenarozené dítě o tom, jak moc pro ně znamenal jako učitel i jako člověk. Video končí, když Rachel přichází na scénu a vede sbor v písni "Don't Stop Believin'". Will je viditelně dojat a brzy se ke zpěvu přidá i zbytek sboru. Po písni se všichni obejmou, zatímco je April a Holly sledují od vchodu sálu a gratulují si, že odvedly dobrou práci. Před slavnostním předáváním se všichni současní členové New Directions shromáždí v místnosti sboru. Unique (Alex Newell) se zeptá Kitty (Becca Tobin), jestli ji nyní bude zdravit na chodbách, když je se sborem konec. Kitty řekne že ano a žertuje, že Unique řekne, když ji boty nebudou ladit s kabelkou. Jake (Jacob Artist) stále nevěří, že se Sue podařila její dlouhodobá mise zničit sbor, ale Marley (Melissa Benoist) nesouhlasí a řekne, že ačkoliv Sue rozpustila sbor, tak nemůže zničit jejich přátelství. Ryder (Blake Jenner) poukazuje na to, jak jim sbor pomohl stát se lepšími lidmi. Mají poslední vzpomínkovou chvilku a naposledy se obejmou před školním předáváním maturitních vysvědčení.
Artie, Blaine, Becky, Brittany, Sam a Tina slavnostně absolvují. Tina řekne, že nemůže jet do New Yorku, protože ji zavolali z Brown University byla přijata podzimní semestr. Blaine, Sam a Artie jí objímají a gratulují. Po maturitním předávání se Santana setkává s Brittany na dívčích toaletách a řekne jí, že s ní chce odjet pryč, ale také po jejich návratu chce, aby zůstaly spolu, s čímž Brittany souhlasí a obejmou se. Ve sborové místnosti se Will potkává se Sue, která přiznává, že jeho práce pomohla mnoha lidem včetně ní a že jí bude chybět jejich vzájemná rivalita. Také prozradí, že mu domluvila pracovní pohovor na Carmelské střední škole do pozice vedoucího sboru pro Vocal Adrenaline. Will váhá, ale Sue mu řekne, že potřebuje dělat to, co ho naplňuje, tedy učit sbor, a že by mohl vytvořit spoustu dobrých věcí, zvláště s tak dobrým finančním rozpočtem, jaký Vocal Adrenaline má. Sue nechává Willa samotného ve sborové místnosti, aby se rozhodl. S mnoha vzpomínkami na své mysli Will zhasne světla a naposledy odchází ze sborové místnosti.

## Seznam písní
- "I Am Changing"
- "Party All the Time"
- "Loser Like Me"
- Be Okay"
- "Just Give Me a Reason"
- "Don't Stop Believin'"

## Hrají
| Jacob Artist     | Jake Puckerman      |
| Melissa Benoist  | Marley Rose         |
| Chris Colfer     | Kurt Hummel         |
| Darren Criss     | Blaine Anderson     |
| Blake Jenner     | Ryder Lynn          |
| Jane Lynch       | Sue Sylvester       |
| Kevin McHale     | Artie Abrams        |
| Lea Michele      | Rachel Berry        |
| Matthew Morrison | William Schuester   |
| Alex Newell      | Wade „Unique“ Adams |
| Chord Overstreet | Sam Evans           |
| Naya Rivera      | Santana Lopez       |
| Becca Tobin      | Kitty Wilde         |
| Jenna Ushkowitz  | Tina Cohen-Chang    |